# Philipp Neri

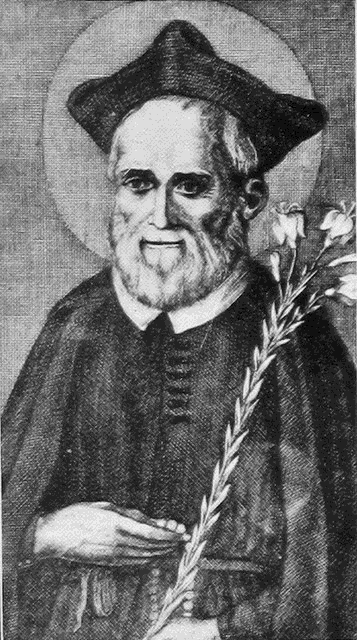
Philipp Neri

Der heilige Filippo Romolo Neri, deutsch Philipp Neri, (* 21. Juli 1515 in Florenz; † 26. Mai 1595 in Rom) war eine herausragende Gestalt der Gegenreformation im Rom des 16. Jahrhunderts und trägt zuweilen den Ehrentitel „Apostel von Rom“. Er gründete die Kongregation vom Oratorium des heiligen Philipp Neri und wird in der römisch-katholischen Kirche als Heiliger verehrt.

## Leben

### Kindheit und Jugend
Philipp wurde in Florenz als jüngstes Kind des Notars Francesco Neri und seiner Frau Lucrezia Soldi geboren. Er wurde früh von den Florentiner Dominikanern von San Marco beeinflusst, deren Prior Girolamo Savonarola gewesen war und denen er lebenslang dankbar blieb.
Sechzehnjährig kam er zu einem kinderlosen Vetter des Vaters Romolo Neri, der Kaufmann in San Germano war und dessen Erbe er werden sollte. Doch Philipp verließ ihn und wandte sich nach Rom, wo er Hauslehrer bei seinem florentinischen Landsmann Galeotto Caccia wurde. Nebenbei studierte er bei den Augustinern und begann sein Apostolat unter den Armen und Kranken, Gefangenen und in Not geratenen Pilgern. Er hielt sich viel in den Kirchen auf und verbrachte Nächte im Gebet in den Katakomben von San Sebastiano.

### Die Gründung des Oratoriums
Philipp Neri kam eigentlich zum Studium nach Rom, beschloss jedoch angesichts der Not der schutz- und obdachlosen Rompilger, sich der Beherbergung und Versorgung der Armen und Kranken zu widmen. Dazu gründete er 1548 die Erzbruderschaft der Pilger und Kranken der Allerheiligsten Dreifaltigkeit (Ss. Trinità dei Pellegrini e Convalescenti), die bald starken Zulauf hatte, sowie etwas später das Hospiz Santissima Trinità dei Pellegrini, in dem die Pilger als „Gäste Gottes“ umsonst Unterkunft und Verpflegung erhielten.
In einem für seine Zeit vergleichsweise hohen Alter ließ sich Neri auf Anraten seines Beichtvaters 1551 zum Priester weihen. Fortan war er Seelsorger der Bruderschaft San Girolamo della Carità. Obwohl es ihn drängte, nach dem Vorbild des Franz Xaver als Missionar nach Indien zu gehen, blieb er auf Anraten seines Beichtvaters, der ihm – wohl instruiert von der Kurie – gesagt hatte, „dein Indien ist Rom“. Abends traf er sich mit Gefährten in seiner Kammer, später in einem etwas größeren Raum daneben, Oratorium („Gebetsraum“ bzw. „Kapelle“) genannt, zu Gebet, Hymnen, Lesungen aus der Schrift und aus Texten der Väter und Heiligenviten, gefolgt von einem freien Austausch. Wechselnde Klöster stellten der wachsenden Anhängerschar ihre Räumlichkeiten zur Verfügung, vor allem die Dominikaner, die sich von ihm erhofften, dass er die Ideale mittelalterlicher Bettelorden wiederbeleben werde. Zugleich Charismatiker und Asket, sorgte er für eine laufende theologische Unterweisung seiner Mitbrüder, wobei alles auf deren karitative Tätigkeit gerichtet war und er dialektische oder spitzfindige Diskussionen unterband.
Auf Wunsch der Florentiner und des Papstes Pius IV. übernahm er mit seinen Brüdern ab 1564 die Seelsorge an der neugebauten Nationalkirche San Giovanni dei Fiorentini direkt am Tiber gegenüber der Vatikanstadt, setzte aber seine Oratoriumstreffen fort. Zu den Mitgliedern gehörte damals bereits der spätere Kardinal Cesare Baronio, den Philipp bewegte, bei den abendlichen Treffen Vorträge über die Geschichte des Christentums zu halten und später unter dem Titel Annales die erste Kirchengeschichte zu verfassen. Weiter gehörten zum Kreis der spätere Kardinal und Erzbischof von Avignon Francesco Maria Tarugi, der künftige Kardinal Paravicini sowie sein späterer Biograf und Heiligenvitenverfasser Gallonius, ferner Ancina und Bordoni. Die zuerst von Philipp privat wiederbelebte eintägige Wallfahrt zu den traditionellen sieben römischen Pilgerkirchen wurde auch im Kreis seiner Schüler gepflegt und wuchs sich schließlich zu regelrechten Massenveranstaltungen mit hunderten von Teilnehmern aus.
1574 errichteten die Florentiner für die stetig wachsende Gemeinschaft ein neues Oratorium neben San Giovanni, wohin die Treffen verlegt wurden. Bald wurde jedoch deutlich, dass das Oratorium, wie nun sowohl der Treffpunkt, die Gemeinschaft als auch die Gebetstreffen selbst genannt wurden, eine eigene Kirche und weitere Räume benötigte. Die kleine Pfarrkirche Santa Maria in Vallicella im Zentrum von Rom schien ideal, der Bau einer großen neuen Kirche mit einem angrenzenden Gebäude für das Oratorium wurde begonnen. Am 15. Juli 1575 wurde durch eine päpstliche Bulle das Oratorium als Kongregation errichtet. 1577 wurde die neue Kirche des Oratoriums eingeweiht, die fortan auch kurz Chiesa nuova („neue Kirche“) genannt wurde. Philipp als Superior des Oratoriums konnte sich erst 1583 auf ausdrücklichen Wunsch des Papstes zum Umzug von San Girolamo an die neue Wirkungsstätte entschließen.
Philipp schätzte einfache Volksweisen, ließ sie aber mit Hilfe seines Beichtkindes Giovanni Pierluigi da Palestrina und anderer gerne auf hohem Niveau und in aktueller Polyphonie erklingen. So entstand die musikalische Form des Oratoriums.

## Wirken

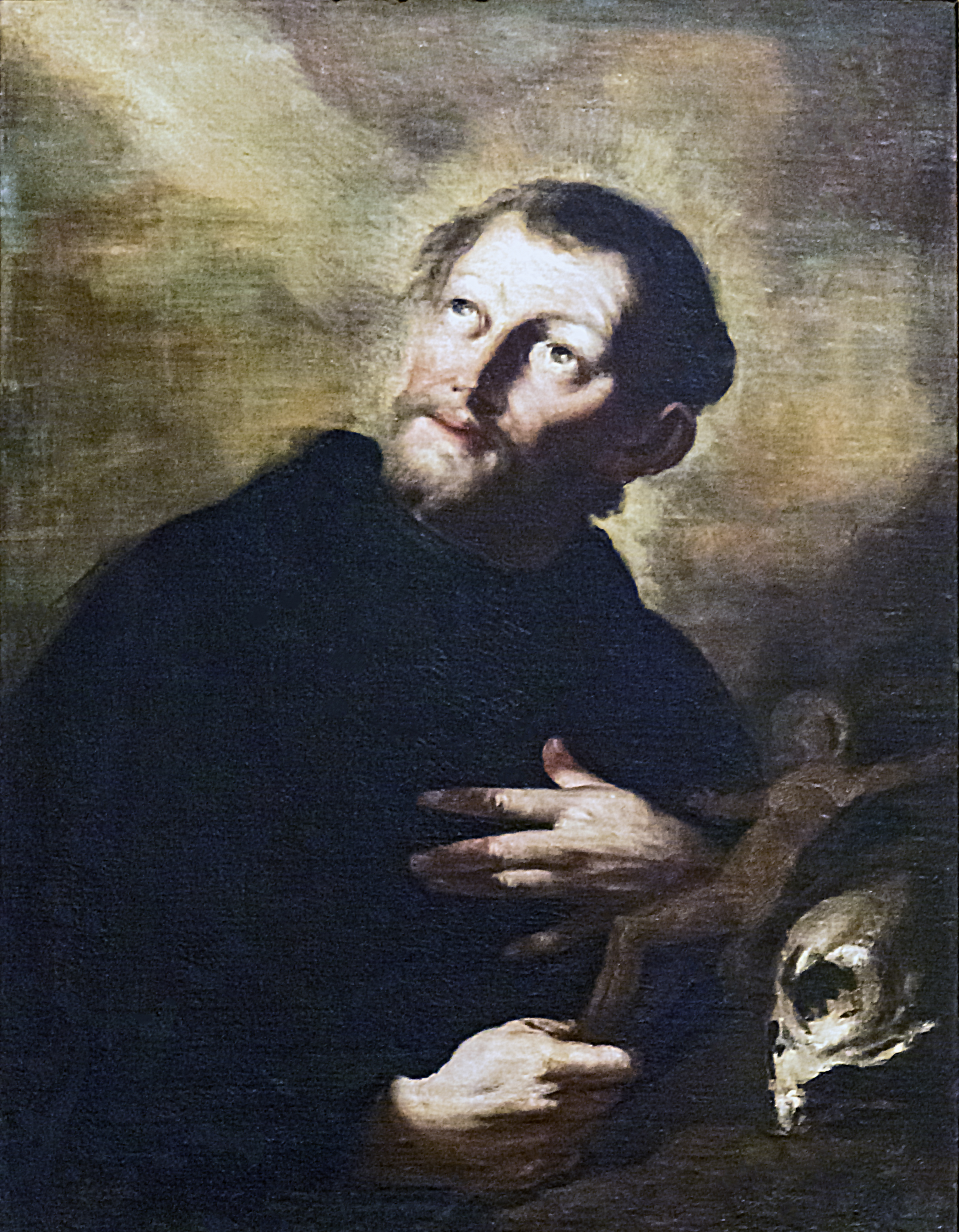
Philipp Neri, Porträt von Giuseppe Nogari

Die zahlreichen humoristischen und oft überaus skurrilen Anekdoten, die sich um Philipps Leben ranken, die Unkonventionalität und unverblümte Direktheit, die harten Prüfungen der Demut, denen er seine Anhänger aussetzte, verstellen zuweilen den Blick auf die mystische Ausrichtung Neris.
1583 war Philipp Initiator zur Gründung eines Kollegs für polnische Priesteramtskandidaten, daraus entstand das heutige Päpstliche Polnische Kolleg in Rom.
1595 hob Papst Clemens VIII. die Exkommunikation von Heinrich IV. von Frankreich auf. Philipp hatte des Papstes Beichtvater, seinen Schüler Baronius, angehalten, dem Papst bis zum Einlenken die Absolution zu verweigern. Überhaupt nahm der „bald achtzigjährige, dem Rang eines Heiligen entgegengehende Mann“ gegenüber dem „tüchtigen, höchst achtbaren“, über 20 Jahre jüngeren Papst, der sich zu seinen Schülern zählte, sich – in dessen eigenen Worten – eine „gewöhnliche Befehlshaberei“ heraus. Den Kardinalshut schlug Philipp – zur Enttäuschung einiger Päpste – mehrmals aus, wie er auch lange seine Priesterweihe hinausgezögert hatte, wohl um sich nicht in die Disziplin der Hierarchie einbinden zu lassen.
Nach seinem Tod fand man bei der Obduktion das Herz überdimensional erweitert und darüber zwei Rippen gebrochen, was seine Schüler auf eine Gotteserfahrung zurückführten, die Philipp Pfingsten 1544 in den Katakomben von San Sebastiano gehabt hatte. Bezugnehmend auf Biographien über Philipp Neri schreibt dazu Hildebrand Troll: „Als er ‚(Philipp Neri)‘ sich zu Rom in den Sebastianskatakomben dem Gebet hingibt, fühlt er sich so stark wie noch nie von Gottes Liebe überwältigt. Er glaubt zu sehen, wie eine feurige Kugel aus der Höhe auf ihn zukommt und von seinem Innersten Besitz ergreift. Nach der Entrückung bemerkt er, wie sich über seinem Herzen die Brustwand gehoben, die Rippen erweitert hatten. Seither ist jeder religiöse Gedanke, jede Erhebung seiner Seele zu Gott mit einem Herzschlag verbunden, dessen abnorme Stärke von den Umstehenden wahrgenommen wird. Diese Erscheinung wurde von zahllosen Zeitgenossen bemerkt. Auch das Ergebnis einer Obduktion nach dem Tode des Heiligen bekräftigt ihre Glaubwürdigkeit.“
Zahlreiche Wunder wurden Philipp bereits zu seinen Lebzeiten nachgesagt. Im Zusammenhang mit heiligen Dingen versuchte er, sich gegen Ende seines Lebens gegen immer gehäufter auftretende Ekstasen zu schützen. Als sich in Rom herumsprach, man habe ihn bei der Messe schwebend am Altar gesehen, feierte er die Eucharistie nur noch unter Assistenz eines Ministranten in einer Kapelle außerhalb der Kirche.

## Die Vorausschau von Päpsten
Philipp Neri wurde häufig wirkende Hellsichtigkeit nachgesagt, in Goethes Worten: „Ihn berechtigten jedoch zu einer so seltsamen Pädagogik die außerordentlichsten, zwischen den höchst geistigen und höchst körperlichen schwebend erscheinenden Naturgaben: Gefühl einer sich nahenden noch ungesehenen Person, Ahnung entfernter Begebenheiten, Bewußtsein der Gedanken eines vor ihm Stehenden, Nötigung anderer zu seinen Gedanken.“
Hildebrand Troll schreibt, dass Philipp Neri das Ergebnis fast aller Konklaven seiner Zeit voraussah, und zitiert dessen ältesten Biographen Antonio Gallonio aus den Acta Sanctorum des Monats Mai in Band VI auf Seite 507: „Illud de beato Patre hic mirabile adjiciam, ... quod Romana Sede Pastore orbata, semper ferme, nunc dormiens, nunc vigilans, nomen illius, qui in Summum Pontificem eligendus erat, maxima voce pronuntiari audiebat: quam rem paucis admodum viris aperire consueverat“ („Folgendes Erstaunliches möchte ich über den seligen Vater hinzufügen: fast immer, wenn der päpstliche Stuhl seines Hirten verwaist war, hörte er, bald im Schlafe, bald in wachem Zustand den Namen dessen, der zum Papst erwählt werde mit ganz lauter Stimme; er hatte die Gewohnheit, diese Tatsache nur ganz wenigen Menschen anzuvertrauen“).
Weiter zitiert Troll den Biographen Girolamo Branabei auf Seite 599 der Acta Sanctorum: „Philippus futurorum pontificum electiones ferme omnes divinitus praevidebat“ („Philipp sah fast alle Wahlen der zukünftigen Päpste durch göttliche Eingebung voraus“). Dieser Biograph, so Troll, zeige auch, wie Philipp seinen Vertrauten den Namen des Kardinals offenbarte, der als Papst das Konklave verlassen werde. Gelegentlich sage er auch Tag und Stunde voraus, wenn dies geschehen und den Namen, den der Neugewählte sich zulegen werde. Und Troll erwähnt noch, dass diese Begebenheiten auch beim Heiligsprechungsprozess Philipp Neris zur Sprache kamen. Dies ist der wesentliche Grund dafür, warum viele annehmen, dass er einen Teil der sogenannten Malachiasweissagung geschrieben habe.

## Verehrung

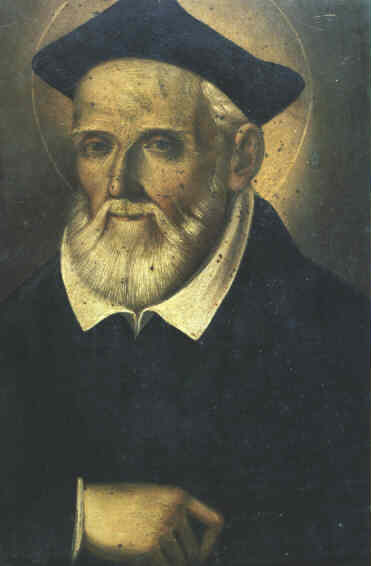
Das 1593 von Federico Zuccari gemalte Porträt entstand noch zu Philipps Lebzeiten und zeigt ihn mit einem Heiligenschein.

Schon kurz nach seinem Tod wurde Philipp Neri von Papst Clemens VIII. 1600 seliggesprochen. Er war schon zu Lebzeiten von Vielen als Heiliger angesehen worden, darunter von Clemens VIII. selbst, dem letzten der 15 Päpste aus Philipps Lebensspanne. Am 12. März 1622 erfolgte die Heiligsprechung zusammen mit Ignatius von Loyola, Franz Xaver, Theresa von Ávila und Isidor von Madrid, worauf in Rom die spöttische Rede ging, Papst Gregor XV. hätte vier Spanier und einen Heiligen zur Ehre der Altäre erhoben. Der Gedenktag des hl. Philipp Neri ist der 26. Mai. Seinem Patronat untersteht unter anderem die Gesellschaft apostolischen Lebens Institut St. Philipp Neri in Berlin.
Ihm zum Gedenken tragen zahlreiche Philipp-Neri-Kirchen das Patrozinium.
Das Leben Philipp Neris ist Thema des Oratoriums San Filippo Neri (1705) von Alessandro Scarlatti nach einem Libretto von Pietro Ottoboni.
San Filippo Neri ist der Schutzheilige des Ortes Torri del Benaco am Gardasee. Beim traditionellen Patronatsfest (alljährlich am 26. Mai) wird an die Taten erinnert, die Filippo Neri, der Torri während einer grauenvollen Pestepidemie erreichte, vollbrachte. Bis heute hält sich die Legende, dass allein dessen Anwesenheit genügte, um die Krankheit aufzuhalten und Betroffene wie durch ein Wunder zu heilen. Weiter besagt die Geschichte, dass die Bevölkerung San Filippo Neri an einem Aufbruch zu einem anderen Ort hindern wollte, da der Wunderheiler per Boot nach Bardolino aufbrechen wollte. Der Geschichte zufolge verbrannten die Einwohner damals das Boot. Dieses Ritual wird bis heute bei jedem Patronatsfest zelebriert. Pünktlich zum 26. Mai zünden Einheimische deshalb in jedem Jahr ein Boot auf dem Gardasee an.

## Schriften
- Schriften und Maximen (Italienisch – Deutsch, Lateinisch – Deutsch). Herausgegeben von Ulrike Wick-Alda und Paul Bernhard Wodrazka (= Theologie der Spiritualität, Quellen und Studien, Bd. 1). Eos, St. Ottilien 2011, ISBN 978-3-8306-7424-5.

## Filme
- I prefer heaven. (OT: Preferisco il Paradiso) Regie: Giacomo Campiotti, 2010
- Himmel und Hölle (OT: State buoni, se potete) Regie: Luigi Magni, 1983